# Melissokomeío
Melissokomeío (Melissokomeio) är en ort i Grekland.   Den ligger i prefekturen Nomós Kaválas och regionen Östra Makedonien och Thrakien, i den nordöstra delen av landet, 300 km norr om huvudstaden Aten. Melissokomeío ligger 139 meter över havet och antalet invånare är 284.
Terrängen runt Melissokomeío är kuperad åt sydost, men åt nordväst är den bergig. Runt Melissokomeío är det ganska glesbefolkat, med 47 invånare per kvadratkilometer. Närmaste större samhälle är Eleftheroúpolis, 8,7 km nordost om Melissokomeío. I omgivningarna runt Melissokomeío växer i huvudsak blandskog.